# Чурсинов, Иван Иванович
Иван Иванович Чурсинов (1912 год, Верхние Серогозы — ?) — Герой Социалистического Труда (1958), мастер трубопрокатного цеха Первоуральского новотрубного завода Свердловской области.

## Биография
Иван родился в 1912 году в селе Верхние Серогозы (ныне Херсонская область, Украина) в крестьянской семье. Окончил начальную школу.
Свою трудовую деятельность начал учеником слесаря на Мелитопольском заводе имени Воровского в 1928—1930 годах году, слесарем на Запорожском алюминиевом заводе в 1930—1935 годах, затем работал вальцовщиком на Никопольском металлургическом заводе в 1935—1941 годах.
В августе 1941 года вместе с заводом был эвакуирован в Первоуральск, где стал мастером кузнечного цеха, вальцовщиком трубопрокатного цеха в 1941—1943 годах, мастером трубопрокатного цеха Первоуральского новотрубного завода с 1943 года.
Иван Иванович был депутатом Верховного Совета СССР 4 созыва и 5 созыва, членом КПСС с 1941 года, членом Первоуральского горкома и Свердловского обкома КПСС, депутатом Первоуральского городского Совета депутатов трудящихся, делегатом XIX съезда КПСС.
Иван Иванович переехал в Донецкую область.

## Награды
За свои достижения был награждён:
- 10.04.1943 — медаль «За трудовое отличие»;
- медаль «За доблестный труд в Великой Отечественной войне 1941—1945 гг.»;
- 05.05.1949 — медаль «За трудовую доблесть»;
- 06.02.1951 — орден Трудового Красного Знамени «за выслугу лет и безупречную работу в чёрной металлургии»;
- звание «Почётный металлург»;
- 19.07.1958 — звание Герой Социалистического Труда с вручением золотой медали Серп и Молот и ордена Ленина «за выдающиеся успехи, достигнутые в деле развития чёрной металлургии».